# Andrena crudeni
Andrena crudeni är en biart som beskrevs av Laberge 1971. Andrena crudeni ingår i släktet sandbin, och familjen grävbin. Inga underarter finns listade i Catalogue of Life.